# Woodiphora parvula
Woodiphora parvula är en tvåvingeart som beskrevs av Schmitz 1927. Woodiphora parvula ingår i släktet Woodiphora och familjen puckelflugor. Inga underarter finns listade i Catalogue of Life.